# Mantispa haematina
Mantispa haematina is een insect uit de familie van de Mantispidae, die tot de orde netvleugeligen (Neuroptera) behoort. 
Mantispa haematina is voor het eerst wetenschappelijk beschreven door Navás in 1914.